# Issey Nakajima-Farran
Issey Morgan Nakajima-Farran (ur. 16 maja 1984 w Calgary) – kanadyjski piłkarz pochodzenia japońsko-angielskiego występujący na pozycji pomocnika lub napastnika. Zawodnik klubu Pahang FA. Brat innego piłkarza, Parisa Nakajimy-Farrana.

## Kariera klubowa
Nakajima-Farran jest synem Japonki i Kanadyjczyka. W wieku 3 lat przeprowadził się z rodziną do Japonii. W 1993 roku rozpoczął tam piłkarską karierę w klubie Verdy Kawasaki. W 1995 roku emigrował z rodziną do Anglii i kontynuował tam karierę w Crystal Palace. Potem opuścił Anglię i powrócił do Japonii, gdzie rozpoczął grę dla Tokio Verdy, w którym występował już, gdy ten nosił nazwę Verdy Kawasaki. W 2003 roku trafił do klubu Albirex Niigata, grającego w drugiej lidze japońskiej. W 2004 roku odszedł do singapurskiego Albirexu Niigata. Tam spędził dwa sezony.
W 2005 roku Nakajima-Farran podpisał kontrakt z duńskim Vejle BK, grającym w 1. division. W 2006 roku awansował z nim do Superligaen. W lidze tej zadebiutował 19 lipca 2006 roku w przegranym 1:2 pojedynku z Brøndby IF. 24 września 2006 roku w zremisowanym 3:3 spotkaniu z Esbjergiem strzelił dwa gole, które były jego pierwszymi w Superligaen.
W połowie 2007 roku Nakajima-Farran odszedł do innego pierwszoligowego zespołu, FC Nordsjælland. Pierwszy ligowy mecz zaliczył tam 18 lipca 2007 roku przeciwko FC København (1:0). W 2010 roku został piłkarzem AC Horsens. Następnie grał w: Brisbane Roar, AEK Larnaka, Alki Larnaka, Toronto FC, Montreal Impact, CF Suburense i Terengganu FA. W 2018 trafił do Pahang FA.

## Kariera reprezentacyjna
W reprezentacji Kanady Nakajima-Farran zadebiutował 15 listopada 2006 roku w przegranym 0:1 towarzyskim meczu z Węgrami. W 2007 roku został powołany do kadry na Złoty Puchar CONCACAF. Zagrał na nim trzy razy, a Kanada zakończyła turniej na półfinale. 15 czerwca 2008 w wygranym 3:0 spotkaniu eliminacji Mistrzostw Świata 2010 z Saint Vincent i Grenadynami strzelił pierwszego gola w drużynie narodowej. W 2009 roku ponownie wziął udział w Złotym Pucharze CONCACAF. Tym razem wystąpił na nim jeden raz, a Kanada odpadła z turnieju w ćwierćfinale.